# Stade de Poljud
Le Poljud est un stade multisports situé à Split en Croatie.

## Événements
- Jeux méditerranéens de 1979, 5 au 19 septembre 1979
- Championnats d'Europe d'athlétisme 1990
- Coupe continentale d'athlétisme 2010
- Festival de musique électronique Ultra Europe chaque été depuis juillet 2013

## Galerie

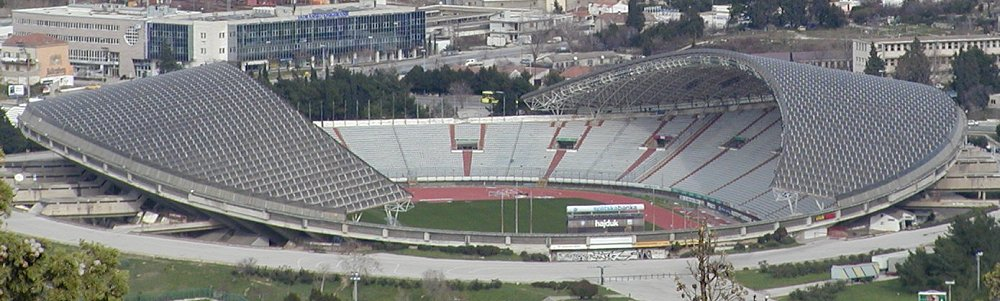